# Gewerkschaften in Bulgarien
Die Gewerkschaften in Bulgarien gehören zum größten Teil einem der beiden Gewerkschaftsbünde an:
(in Klammern jeweils: Mitgliederzahlen, Zugehörigkeit zu einem Internationalen Gewerkschaftsverband):
- Конфедерация на независимите синдикати в България, КНСБ (Konföderation der Unabhängigen Gewerkschaften in Bulgarien, KNSB) (262.400, EGB, IGB), entstanden aus der reformierten Gewerkschaftsbewegung der kommunistischen Zeit, und
- Конфедерация на труда »Подкрепа«, КТ Подкрепа (Konföderation der Arbeit »Unterstützung« KT Podkrepa) (73.500, EGB, IGB) mit ursprünglich christlicher Orientierung, entstanden aus der Opposition.

Heute kooperieren beide Gewerkschaftsbünde; beide sind oft in den gleichen Unternehmen präsent, z. B. bei der Eisenbahn und im Bergbau.

## Mitgliedsgewerkschaften, internationale Kontakte
Mitgliedsgewerkschaften der KNSB ist u. a. (in Klammern jeweils: Mitgliederzahlen, Zugehörigkeit zu einer Globalen Gewerkschaftsföderation):
- Синдикатът на българските учители, СБУ (Bulgarische Lehrergewerkschaft – SBU)  (84.100, ETUCE, EI);

Mitgliedsgewerkschaft der KT Podkrepa ist u. a.:
- Синдикална иньорска федерация, СМФ (Bergarbeitergewerkschaft, SMF) (7.000, IndustriALL).

Keinem der Verbände gehört das Синдикат на българските медицински специалисти, СБМС („Gewerkschaft für bulgarische medizinische Spezialisten“, de facto eine Pflegegewerkschaft – SBMS) an, das sich wie andere Gruppen auch aus spontanen Sozialprotesten und wilden Streiks seit ca. 2011 organisiert hat.

## Situation der Gewerkschaften
Rund 20 Prozent der Arbeitnehmer in Bulgarien sind gewerkschaftlich organisiert, etwa 30 Prozent sind durch Tarifverträge abgesichert. Tarifverhandlungen finden sowohl auf Branchen- als auch auf Unternehmensebene und für kommunale Angestellte auf Gemeindeebene statt, wobei die Unternehmensebene immer wichtiger wird. 2019 wurde nur ca. 4 Prozent von ca. 1700 ausgehandelten Tarifverträgen auf Branchen- oder Gemeindeebene abgeschlossen. Die betriebliche Interessenvertretung wird meist von Gewerkschaften wahrgenommen. Die Arbeitnehmer können zusätzliche Vertreter zu Zwecken der Unterrichtung und Anhörung wählen, aber auch beschließen, diese Rechte auf die Gewerkschaftsorganisation zu übertragen.